# Чеканське сільське поселення
Чека́нське сільське поселення (рос. Чеканское сельское поселение) — муніципальне утворення у складі Увинського району Удмуртії, Росія. Адміністративний центр — село Чекан.
Населення — 509 осіб (2015; 541 в 2012, 550 в 2010).
Голова:
- 2008–2012 — Галкіна Валентина Олексіївна
- 2012–2016 — Данилов Олександр Анатолійович

## Склад
До складу поселення входять такі населені пункти:
| Населений пункт               | Населення, осіб (2010) | Населення, осіб (2012) |
| ----------------------------- | ---------------------- | ---------------------- |
| Архипов Пруд, присілок        | 12                     | 12                     |
| Великий Ошмесвай, присілок    | 4                      | 5                      |
| Ерестем, присілок             | 2                      | 2                      |
| Зіновей, присілок             | 2                      | 2                      |
| Тюлькіно-Пушкарі, присілок    | 40                     | 38                     |
| Удмуртський Тиловай, присілок | 3                      | 1                      |
| Чекан, село                   | 487                    | 481                    |

У поселенні діють школа, садочок, бібліотека, клуб, 2 ФАПи. Серед промислових підприємств працюють СПК «Іскра», ТОВ «Істок».